# Граффіньяна
Шаблон:CommonscatGraffignana
Граффіньяна, Ґраффіньяна (італ. Graffignana) — муніципалітет в Італії, у регіоні Ломбардія, провінція Лоді.
Граффіньяна розташована на відстані близько 440 км на північний захід від Рима, 38 км на південний схід від Мілана, 13 км на південь від Лоді.
Населення — 2680 осіб (2014).

## Демографія
Населення за роками:

Станом на 1 січня 2023 року в муніципалітеті офіційно проживало 356 іноземців з 37 країн, серед них 50 громадян країн Євросоюзу та 11 громадян України.

## Сусідні муніципалітети
- Боргетто-Лодіджано
- Мірадоло-Терме
- Сан-Коломбано-аль-Ламбро
- Сант'Анджело-Лодіджано
- Вілланова-дель-Сілларо